# Connelles
Connelles est une commune française du département de l'Eure et de la région Normandie.

## Géographie

### Localisation
La commune se situe en bordure de Seine entre Pîtres et Les Andelys.

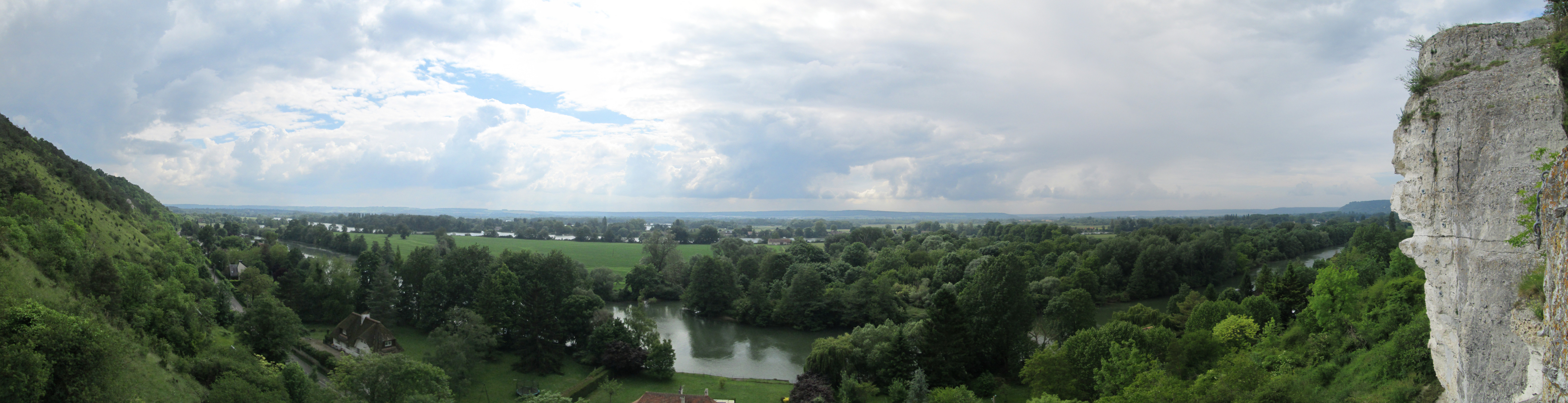
Panorama de la Seine.

|                                                                     | Vatteville  |                         |
| Porte-de-Seine (comm. dél. de Tournedos-sur-Seine et de Porte-Joie) | Connelles   | Daubeuf-près-Vatteville |
|                                                                     | Herqueville |                         |

### Hydrographie
La commune est située dans le bassin Seine-Normandie. Elle est drainée par la Seine et divers autres petits cours d'eau,.

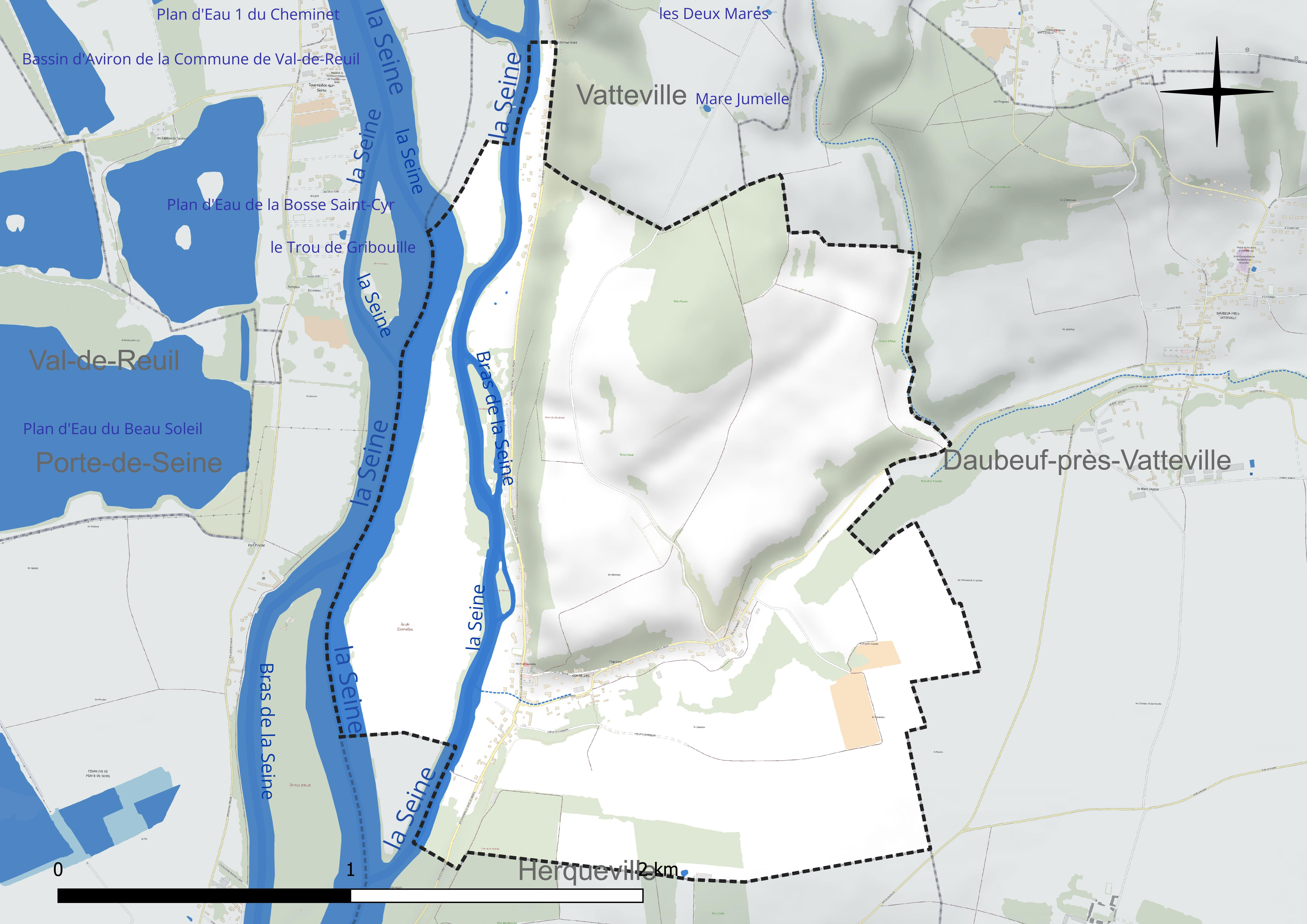
Réseau hydrographique de Connelles.

### Climat
Pour des articles plus généraux, voir Climat de la Normandie et Climat de l'Eure.
En 2010, le climat de la commune est de type climat océanique dégradé des plaines du Centre et du Nord, selon une étude du CNRS s'appuyant sur une série de données couvrant la période 1971-2000. En 2020, Météo-France publie une typologie des climats de la France métropolitaine dans laquelle la commune est exposée à un climat océanique et est dans la région climatique  Côtes de la Manche orientale, caractérisée par un faible ensoleillement (1 550 h/an) ; forte humidité de l’air (plus de 20 h/jour avec humidité relative > 80 % en hiver), vents forts fréquents. Parallèlement le GIEC normand, un groupe régional d’experts sur le climat, différencie quant à lui, dans une étude de 2020, trois grands types de climats pour la région Normandie, nuancés à une échelle plus fine par les facteurs géographiques locaux. La commune est, selon ce zonage, exposée à un « climat des plateaux abrités », correspondant aux plaines agricoles de l’Eure, avec une pluviométrie beaucoup plus faible que dans la plaine de Caen en raison du double effet d’abri provoqué par les collines du Bocage normand et par celles qui s’étendent sur un axe du Pays d'Auge au Perche.
Pour la période 1971-2000, la température annuelle moyenne est de 11 °C, avec  une amplitude thermique annuelle de 14,3 °C. Le cumul annuel moyen de précipitations est de 751 mm, avec 12 jours de précipitations en janvier et 7,8 jours en juillet. Pour la période 1991-2020, la température moyenne annuelle observée sur la station météorologique la plus proche, située sur la commune de Muids à 4 km à vol d'oiseau, est de 12,0 °C et le cumul annuel moyen de précipitations est de 609,1 mm,. Pour l'avenir, les paramètres climatiques de la commune estimés pour 2050 selon différents scénarios d’émission de gaz à effet de serre sont consultables sur un site dédié publié par Météo-France en novembre 2022.

## Urbanisme

### Typologie
Au 1er janvier 2024, Connelles est catégorisée commune rurale à habitat dispersé, selon la nouvelle grille communale de densité à 7 niveaux définie par l'Insee en 2022.
Elle est située hors unité urbaine. Par ailleurs la commune fait partie de l'aire d'attraction de Louviers, dont elle est une commune de la couronne,. Cette aire, qui regroupe 44 communes, est catégorisée dans les aires de 50 000 à moins de 200 000 habitants,.

### Occupation des sols
L'occupation des sols de la commune, telle qu'elle ressort de la base de données européenne d’occupation biophysique des sols Corine Land Cover (CLC), est marquée par l'importance des territoires agricoles (65,1 % en 2018), en diminution par rapport à 1990 (74,6 %). La répartition détaillée en 2018 est la suivante : 
terres arables (64,2 %), forêts (20 %), zones urbanisées (9,9 %), eaux continentales (5 %), zones agricoles hétérogènes (0,9 %). L'évolution de l’occupation des sols de la commune et de ses infrastructures peut être observée sur les différentes représentations cartographiques du territoire : la carte de Cassini (XVIIIe siècle), la carte d'état-major (1820-1866) et les cartes ou photos aériennes de l'IGN pour la période actuelle (1950 à aujourd'hui).

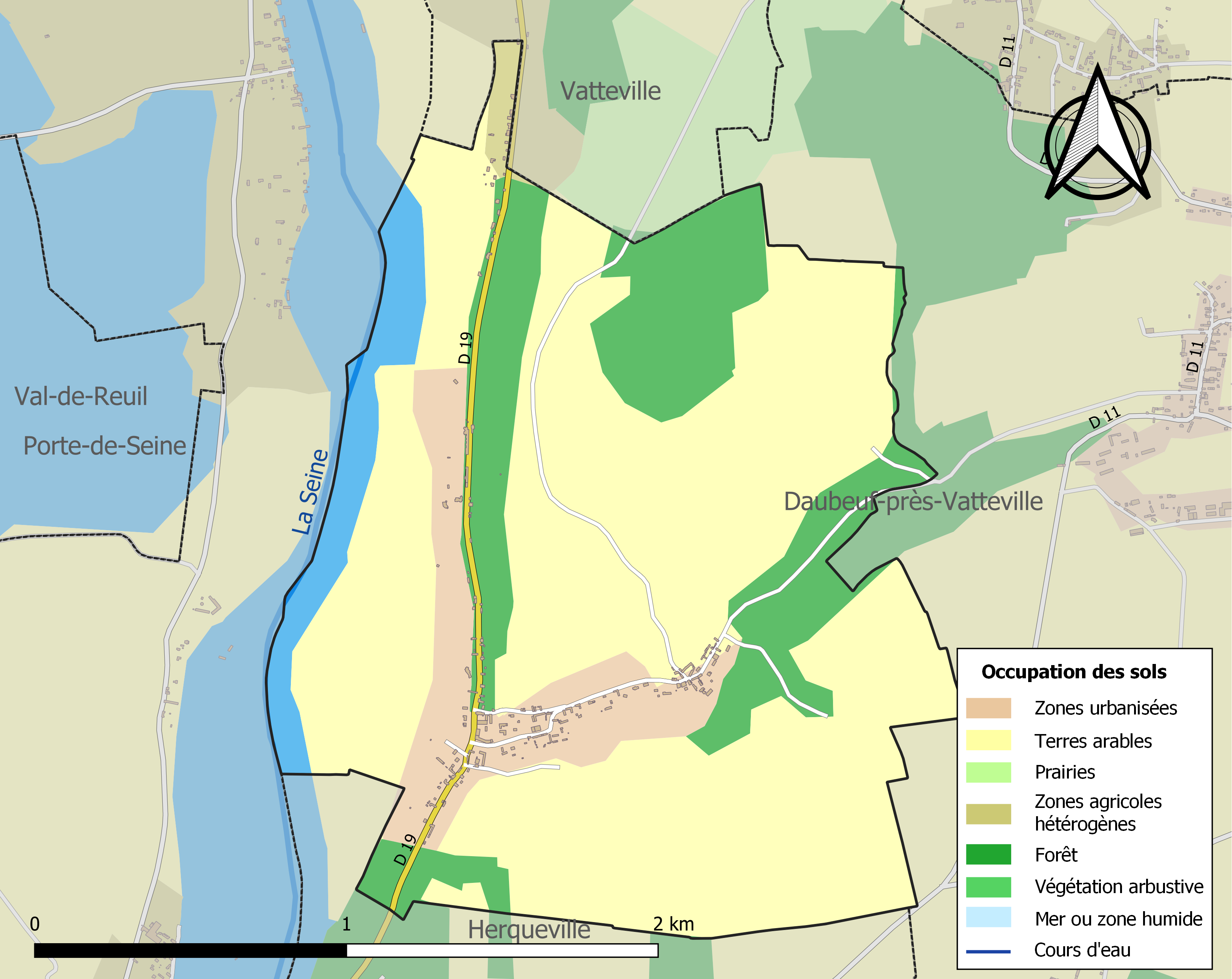
Carte des infrastructures et de l'occupation des sols de la commune en 2018 (CLC).

## Toponymie
Le nom de la localité est attesté sous les formes Cloviale en 754 (Vie de l’archevêque Reginfroi), que l'on peut lire *Coloniale, Colnella et Cornella en 1028, 1033 et 1096 (charte du duc Robert), Connele au XIIIe siècle, Cornelle en 1271 (Saint-Allais, Rôles d’arrière-bans), Conelle en 1722 (Masseville).
Peut-être du latin colonia (ferme) ou du bas latin colonilis ( terra ) « terre occupée par un colon ».
La forme Cornella permet d'envisager aussi un aboutissement du bas latin cornicula « corneille », dont la forme actuelle en dialecte normand est cônèle.

## Histoire
La seigneurie de Connelles a appartenu à la famille de Roncherolles et au chancelier et garde des sceaux de France René Nicolas de Maupeou au droit de sa femme Anne de Roncherolles.

## Politique et administration

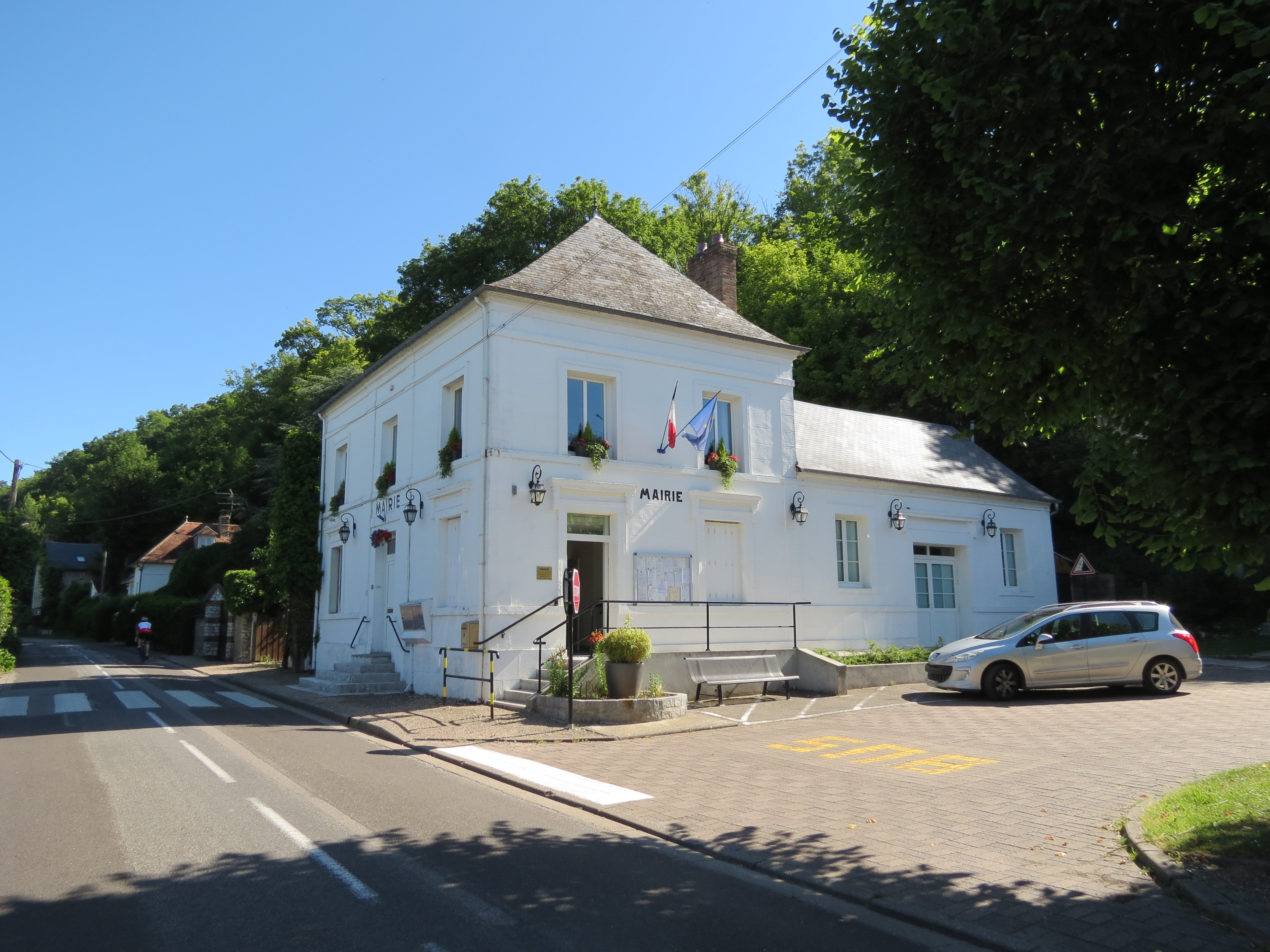
Mairie.

| Période                                  | Période     | Identité                       | Étiquette | Qualité      |
| ---------------------------------------- | ----------- | ------------------------------ | --------- | ------------ |
| vers an XII                              |             | Jean Jacques Barthélémy Vallet |           |              |
| avant 1827                               | vers 1846   | Jean Louis Vallet              |           | Propriétaire |
| vers 1847                                | 1848        | Jacques Parfait Acard          |           |              |
| 1848                                     | après 1862  | Jean Pierre Frênel             |           |              |
| mars 2001                                | mars 2008   | Philippe Legembre              |           |              |
| mars 2008                                | 13 mai 2011 | Christèle Bondu                |           |              |
| 2011                                     | En cours    | Pierre Mazurier                | SE        | Retraité     |
| Les données manquantes sont à compléter. |             |                                |           |              |

## Démographie
L'évolution du nombre d'habitants est connue à travers les recensements de la population effectués dans la commune depuis 1793. Pour les communes de moins de 10 000 habitants, une enquête de recensement portant sur toute la population est réalisée tous les cinq ans, les populations de référence des années intermédiaires étant quant à elles estimées par interpolation ou extrapolation. Pour la commune, le premier recensement exhaustif entrant dans le cadre du nouveau dispositif a été réalisé en 2008.

En 2022, la commune comptait 172 habitants, en évolution de −14 % par rapport à 2016 (Eure : −0,25 %, France hors Mayotte : +2,11 %).
| 1793 | 1800 | 1806 | 1821 | 1831 | 1836 | 1841 | 1846 | 1851 |
| ---- | ---- | ---- | ---- | ---- | ---- | ---- | ---- | ---- |
| 185  | 163  | 217  | 214  | 232  | 208  | 217  | 229  | 231  |

| 1856 | 1861 | 1866 | 1872 | 1876 | 1881 | 1886 | 1891 | 1896 |
| ---- | ---- | ---- | ---- | ---- | ---- | ---- | ---- | ---- |
| 220  | 227  | 221  | 210  | 205  | 195  | 176  | 170  | 173  |

| 1901 | 1906 | 1911 | 1921 | 1926 | 1931 | 1936 | 1946 | 1954 |
| ---- | ---- | ---- | ---- | ---- | ---- | ---- | ---- | ---- |
| 152  | 147  | 152  | 121  | 120  | 130  | 105  | 106  | 109  |

| 1962 | 1968 | 1975 | 1982 | 1990 | 1999 | 2006 | 2008 | 2013 |
| ---- | ---- | ---- | ---- | ---- | ---- | ---- | ---- | ---- |
| 118  | 104  | 103  | 139  | 154  | 188  | 201  | 204  | 196  |

| 2018 | 2022 | - | - | - | - | - | - | - |
| ---- | ---- | - | - | - | - | - | - | - |
| 185  | 172  | - | - | - | - | - | - | - |

## Culture locale et patrimoine

### Lieux et monuments
La commune de Connelles compte plusieurs édifices inscrits à l'inventaire général du patrimoine culturel :
- L'église Saint-Vaast (XIIe, XVIe et XVIIe)[26]. La corniche sur les élévations extérieures du chœur date du XIIe siècle, la tour clocher est du XVIe siècle et la nef et le chœur, du XVIIe siècle ;
- La maison le Moulin (XXe siècle)[27] ;
- Un manoir des XVe et XVIIIe siècles[28] ayant appartenu au domaine Louis Renault. L'ancien logis a été transformé en grange au XVe siècle. Le logis actuel date du XVIIIe siècle ;
- Une ferme du XVIIIe siècle[29].

Elle compte également sur son territoire le manoir de Connelles : il s'agit d'un manoir anglo-normand du XIXe siècle abritant un hôtel et un restaurant 4 étoiles dénommé Le Moulin de Connelles.

### Patrimoine naturel

#### Site inscrit
- Les falaises de l'Andelle et de la Seine,  Site inscrit (1981)[30].

### Héraldique
| Blason de Connelles | Blason  | Parti ondé : au 1er d'argent à deux fasces de gueules, au 2d de gueules à une roue à aubes d'or ; le tout sommé d'un chef de gueules à un ours passant d'or et langué de gueules. |
| Blason de Connelles | Détails | Le gueules et l'or sont pour la Normandie, et le coupé ondé évoque la Seine. Le premier est pour les armes de la famille de Roncherolles, anciens seigneurs locaux, le second est pour le moulin du XVIIe siècle et les origines agricoles romaines du village, enfin, l'ours est pour saint Vaast, patron de la paroisse locale. Création adoptée le 11 décembre 2020. |